# 今川氏豐
今川氏豐（1522年—?），日本戰國時代的武將。父親是今川氏親。
曾被認為與今川彦五郎是同一人物，不過根據最近研究，不是同一人。氏豐的名字沒有出現在今川氏的文書中，因此亦有說法指並非氏親的兒子，而是傍流。

## 生平
大永年間（1521年—1528年），在父親氏親於同屬今川一族的今川那古野氏所領尾張國的那古野一帶築城（那古野城）完畢，即為那古野氏的養子，並擔任城主。（那古野氏是在明德、應永年間，在今川仲秋成為尾張守護時，於尾張以代官身份受封的今川氏（一說是仲秋的庶子）。）迎娶斯波義達的女兒，與斯波氏有姻親關係。
享祿5年（1532年），勝幡城城主織田信秀以奇計侵入城中，並攻陷那古野城。
根據『名古屋合戰記』記載，氏豐非常喜好連歌，注意到此事的信秀，頻頻前往那古野城參加城中舉行的連歌會，並逗留多日，因此得到氏豐的信任。信秀在本丸打開窗戶，氏豐因為喜好夏季的風流而未懷疑。某日，信秀在城內倒下，並說「想對家臣說出遺言」（家臣に遺言をしたい），對此同情的氏豐應允他，於是信秀的家臣進入城內。夜裡，信秀在城內令引入的軍勢放火，在裡應外合之下，成功攻下城池，氏豐在求命下得到幫助，在女子的幫助下逃到京都。
天文2年（1533年），在前往尾張的山科言繼和飛鳥井雅綱，於勝幡城中指導織田家家中蹴鞠時，氏豐亦受邀請（『言繼卿記』）。而言繼在日記中，記載竹王丸在此時是12歲，因此亦有說法指，信秀奪取那古野城的年份是天文7年（1538年）。
在那古野城被奪去後，氏豐沒有返回駿河國，而是逃到京都，理由不明，亦沒有參與今川氏輝離世後家中發生爭奪家督的花倉之亂，故有說法指氏豐並非氏親的兒子。
弘治3年（1557年）3月，山科言繼從駿府返回京都的途中，在駿河藤枝派遣探望生病的「今川那古屋殿」的使者（『言繼卿記』）。如果「今川那古屋殿」即氏豐，則逃出那古野城後，首先逃向京都，最後受到今川義元允許返回。因此亦可能義元侵攻尾張的目的之一，是為了收復氏豐的舊領地—那古野城。

## 外部連結
- 武家家伝＿駿河今川氏（页面存档备份，存于）